# غريغوري بلير
غريغوري بلير (بالإنجليزية: Gregory Blair)‏ (15 ديسمبر 1947 في أستراليا - ) هو لاعب كريكت أسترالي. لعب مع فريق تسمانيا للكريكت وفريق فكتوريا للكريكت.

## وصلات خارجية
- غريغوري بلير على موقع إي آس بي آن كريك إنفو (الإنجليزية)